# Лаптев, Харитон Прокофьевич
Харито́н Проко́фьевич Ла́птев (1700 — 21 декабря 1763) — русский полярный исследователь, создатель карты Таймыра, капитан 1-го ранга. Первооткрыватель моря Лаптевых, названного в честь Харитона Прокофьевича и Дмитрия Яковлевича Лаптевых.

## Биография

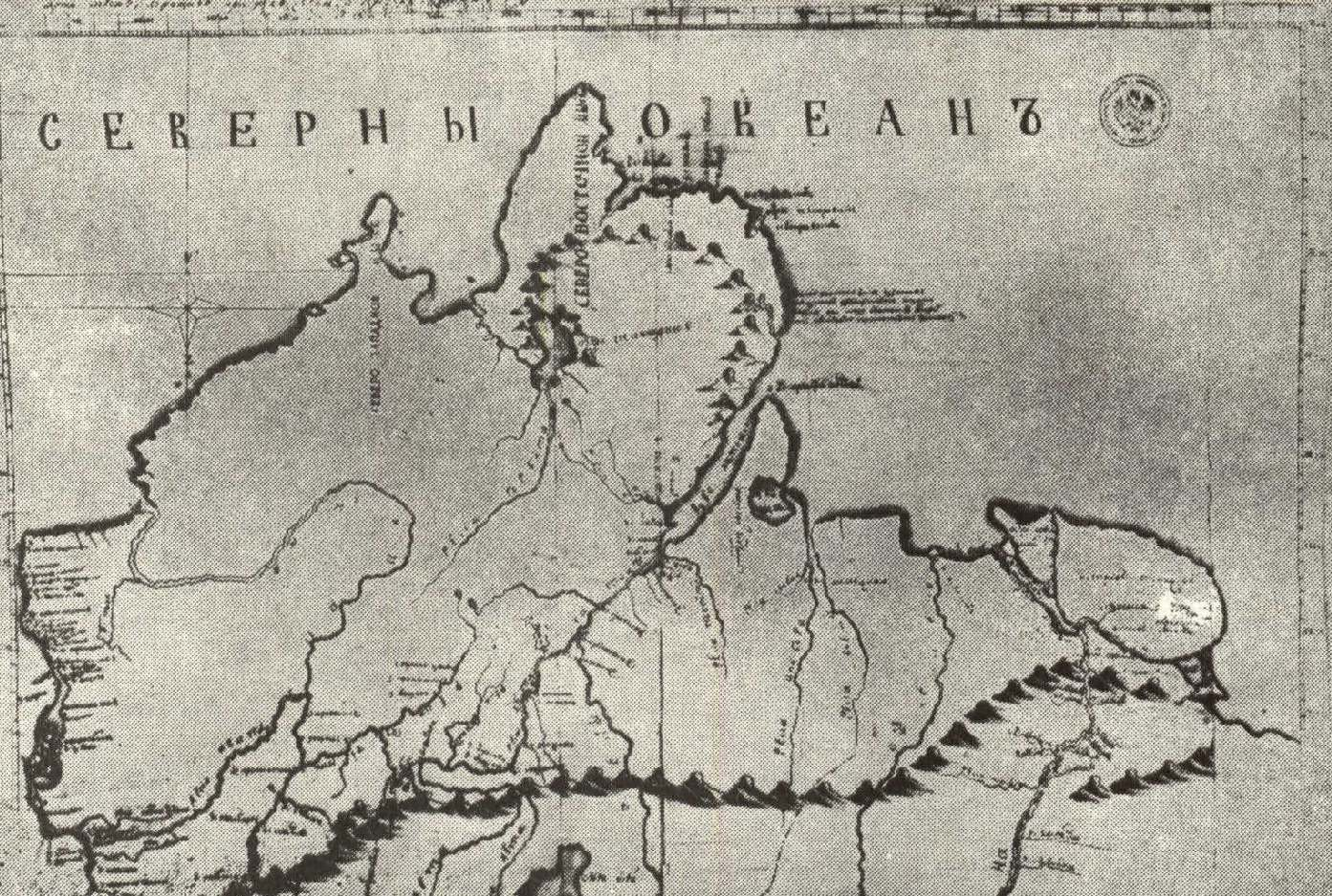
Карта Таймыра, созданная Харитоном Лаптевым по результатам своей экспедиции

Харитон Прокофьевич Лаптев родился в 1700 году. Двоюродный брат Дмитрия Лаптева.
В 1718 году поступил на службу гардемарином и 24 мая 1726 года произведён в мичманы.
В 1734 году участвовал в войне против сторонников Лещинского на фрегате «Митава» под командованием Дефремери, который был обманом взят в плен французами. После возвращения из плена Х. П. Лаптев вместе со всеми офицерами корабля был приговорён к смертной казни за сдачу корабля без боя, но затем экипаж был признан невиновным. После освобождения Х. П. Лаптев вернулся во флот.
В 1736 году посылался на реку Дон для отыскания удобного места для постройки судов. В 1737 году командовал придворной яхтой «Декроне», и был произведён в лейтенанты. В декабре 1737 года был назначен начальником отряда Великой Северной экспедиции с поручением обследовать и описать побережье Арктики к западу от Лены до устья Енисея. К этому времени из Якутска прибыл за указаниями для дальнейших действий Дмитрий Лаптев, участник Великой северной экспедиции, и при отъезде обратно взял с собой двоюродного брата Харитона и лейтенанта Чиханова. В марте 1738 года они отбыли в Якутск.
9 июля 1739 году Харитон Лаптев с заданием описать берег Ледовитого океана к западу от Лены, вышел из Якутска на дубель-шлюпке «Якутск» и 21 июля добрался до океана. Постоянно борясь со льдами, идя то под парусом, то под вёслами, то толкаясь шестами среди льдов, почти через месяц он добрался до устья реки Оленёк. Описав часть устья, прошёл до Хатангской губы, где был задержан льдами. Только 21 августа подошёл к мысу Святого Фаддея в 76°47' северной широты. Здесь встретил сплошные льды и вернулся к Хатангской губе, где 29 августа встал в устье речки Блудной под 72°56' северной широты. В марте 1740 года Харитон Лаптев послал геодезиста Чекина описать берег от реки Таймыры на запад до Пясины. Чекину удалось сделать лишь часть работы и в конце мая он вернулся пешком обратно.
Хатанга вскрылась 15 июня, но двинуться с зимовки, за льдами стало возможно только 12 июля, и к 13 августа добрались до выхода в океан.
На широте 75°30' судно затёрло льдами, носило по морю, ежеминутно грозя раздавить. Через двое суток было решено покинуть судно. До 30 августа перетаскивали запасы на берег по льду. Отсюда шли по берегу до старого зимовья.
Таким образом двухлетние усилия обогнуть морем Таймырский полуостров не удались. Лаптев решил описать его берега сухим путём, на собаках, к чему и приступил весной 1741 года.
Для описи берегов Таймыра Лаптев разбил свой отряд на три партии. Партию Челюскина 17 марта 1741 года он отправил на запад для описи реки Пясины и берега от устья Пясины до реки Таймыры. Геодезиста Чекина 15 апреля 1741 года Лаптев послал описывать восточный берег Таймыра от зимовья до реки Таймыры, но из-за снежной слепоты Чекин описал только 600 километров берега и вынужден был вернуться к зимовью. Сам Лаптев 24 апреля 1741 года пошёл от зимовья до озера Таймыр, а далее по долине Нижней Таймыры достиг её устья — Таймырской губы. Далее, изменив первоначальный маршрут, он двинулся на северо-восток вдоль берега на предполагаемую встречу с Чекиным. Лаптев смог дойти только до 76°42’с. ш. Оставив для Чекина знак и страдая от снежной слепоты, Лаптев вернулся в Таймырскую губу.
Едва оправившись от болезни глаз, Лаптев пошёл на запад, усмотрел несколько островов (из архипелага Норденшельда), по его данным достигнув 76°38’с. ш. (истинная широта составляла 77°10’с. ш. — северная оконечность острова Русского) повернул на юго-юго-запад и 1 июня у мыса Лемана (в заливе Миддендорфа) встретился с Челюскиным. Далее в совместном походе они выявили и нанесли на карту ряд бухт, мысов и прибрежных островов. Весь этот участок впоследствии назвали берегом Харитона Лаптева.
9 июня оба вернулись к устью Пясины, где вновь разделились: Лаптев на лодке поднялся по реке до озера Пясино, а оттуда на оленях до Енисея, Челюскин же на оленях вдоль берега добрался до устья Енисея и там догнал Лаптева, а близ устья реки Дудинки их встретил Чекин. В августе все перебрались на Енисей и зимовали в Туруханске. Оставалось описать самую северную часть Таймырского полуострова, так называвшийся Северо-Восточный мыс, теперь мыс Челюскина. Для этого в декабре был послан Челюскин, который в 7 мая добрался до этого мыса и затем произвёл опись от мыса Святого Фаддея до реки Таймыры, куда Харитон Лаптев выехал к нему на встречу. После этого они вернулись в Туруханск, а Лаптев с отчётами поехал в Петербург. В 1743 году возвратился в Петербург, успешно выполнив задание. Донесения и отчёты Лаптева 1739—1743 гг. содержали ценные сведения о ходе работ северного отряда Великой Северной экспедиции, о гидрографии побережья полуострова Таймыр. 
Впоследствии продолжил службу на судах Балтийского флота. До сентября 1745 года командовал лоц-галиотом «Тонеин». С 1746 года он командовал кораблём «Ингерманланд» в Балтийском море. В 1754 году произведён в капитаны 3 ранга, а в 1757-м — 2 ранга, и, тогда же командуя кораблём «Архангел Уриил», ходил к Данцигу и Карлскрону. В 1758 году произведён в 1 ранг и, командуя только что построенным 66-пушечным кораблём (ещё без названия), на переходе из Архангельска в Кронштадт, 19 сентября потерпел крушение: штормом были снесены все три мачты корабля, а затем волны перебросили его через рифы на песчаную отмель у Скагена. В этому крушении погибли 16 членов экипажа, включая мичмана Федота Лаптева (предположительно, племянника Х. Лаптева). 
В 1762 году назначен обер-штер-кригс комиссаром.

## Память о Харитоне Лаптеве
- В честь Харитона Лаптева и его двоюродного брата Дмитрия Лаптева названо Море Лаптевых.
- В честь Харитона Лаптева юго-западное побережье полуострова Таймыр названо берегом Харитона Лаптева[6].
- В честь Харитона Лаптева назван мыс (мыс Харитона Лаптева, море Лаптевых, полуостров Таймыр; мыс открыт С. И. Челюскиным в 1742 г., название присвоено в 1919 г. Р. Амундсеном)[6].
- В честь Харитона Лаптева назван мыс (мыс Лаптева, Карское море, залив Таймырский; название присвоено в 1878 году норвежским исследователем А. Э. Норденшельдом)[7].
- В честь братьев Лаптевых установлен памятный знак на месте бывшего сельца Болотово Купуйской волости Великолукского района Псковской области.
- В честь Харитона Лаптева был назван средний разведывательный корабль разведки Северного флота ВМФ СССР.